# Aranyhaj: Az örökkön örökké előtt
Az Aranyhaj: Az örökkön örökké előtt (eredeti cím: Tangled: Before Ever After) 2017-ben bemutatott amerikai 2D-s flash animációs kalandfilm, melyet Tom Caulfield és Stephen Sandova rendeztek. Az animációs játékfilm története a 2010-es Aranyhaj és a nagy gubanc című egész estés film története és a 2012-es Aranyhaj – Örökkön örökké című rövidfilm története között játszódik, illetve a Aranyhaj: A sorozat bevezető része.
Amerikában a Disney Channel mutatta be 2017. március 10-én. Magyarországon a Disney Channel 2017. május 28-án, míg a Disney Junior a 2017. június 1-én adta a bevezető perceket. A tényleges premier 2017. szeptember 16-án került bemutatásra a televízióban.

## Cselekmény
Aranyhaj hivatalosan is Corona hercegnőjévé válik. Azonban a koronázása előtti napon Aranyhaj és Nyálas Eugén Maximuson és Fidellán lovagolva versenyeznek egymással az erdőn keresztül egészen a birodalom határfaláig, miközben a királyi őrök üldözik őket. Aranyhaj ér elsőként a falhoz, felmászik a tetejére, és lenyűgöző kilátás tárul elé a birodalmon túli vidékre. Kis idő múlva az őrök utolérik őket, és visszakísérik a kastélyba.
Amint visszatérnek, Cassandra, Aranyhaj udvarhölgye vár rá. Cassandra feladata, hogy gondoskodjon Aranyhajról és segítsen neki beilleszkedni a hercegnői életbe. Bár Aranyhaj örül, hogy újra együtt lehet a szüleivel, nehezen alkalmazkodik az új életéhez. Minden tőle telhetőt megtesz, de túlterheltnek érzi magát a hercegnői felelősség súlya alatt, és mivel apja, Frederic király fél attól, hogy ismét elveszíti őt, megtiltja neki a világ felfedezését, és szigorú biztonsági intézkedéseket vezet be körülötte. A koronázása előtti estén Eugene összeszedi a bátorságát, hogy megkérje a kezét. Aranyhaj meglepődik és örül is, de bár szereti Eugene-t, még nem áll készen a házasságra, ezért visszautasítja a lánykérést. Visszatérve a szobájába Cassandra úgy gondolja, Aranyhajnak jót tenne egy kis kikapcsolódás, ezért felajánlja, hogy kiszökteti őt a coronai biztonsági falon túlra.
Aranyhaj és Cassandra kiszöknek a kastélyból, és elindulnak az erdőbe. Cassandra elvezeti Aranyhajat a gyógyító virág egykori helyére, amely megmentette őt és az édesanyját. A virág helyén rejtélyes, tövishez hasonló kövek jelentek meg, amelyek törhetetlenek. Miközben Aranyhaj megvizsgálja a területet, varázslat éri, amikor megérinti az egyik követ. A haja elkezd világítani, és hirtelen több ilyen különös kő nő ki a földből. Aranyhaj és Cassandra menekülni kezdenek, miközben a talajból folyamatosan újabb kövek törnek elő. Amikor végre kijutnak az erdőből, Aranyhaj hosszú, szőke haja újra kinőtt, ám egyikük sem tudja, hogyan történhetett ez. A koronázás reggelén visszaszöknek a kastélyba, és megpróbálnak megszabadulni a hajtól, de rájönnek, hogy az ugyanolyan törhetetlen, mint a tövisek. Eugene besurran a szobába, és felfedezi a haját, de mindannyian tudják, hogy Aranyhaj szülei nem tudhatnak róla. Hogy elrejtsék, Aranyhaj egy túlméretezett parókát visel. Miközben Aranyhaj a szüleivel reggelizik, a királyságban több bűnöző – a titokzatos Lady Kény utasítására – szándékosan bűncselekményeket követ el, hogy elfogják őket és a kastély börtönébe vigyék.
Aranyhaj koronázási ceremóniáján a királyi családot Lady Kény konfrontálja, aki álcázva, mint egy látogató hercegnő, kiszabadította a foglyokat a börtönből. Kény bosszút akar állni Fredericen, amiért bebörtönözte az apját, akit csak „egy egyszerű piti tolvajnak” nevez. Frederic ugyanis minden bűnözőt elzáratott, miután Aranyhajat csecsemőként elrabolta Nyanya Banya, függetlenül attól, hogy milyen súlyos bűnt követtek el. Miközben Fredericet és a többi vendéget bezárják egy ketrecbe, Aranyhaj felfedi arany haját, és Eugene és Cassandra segítségével fegyverként használja, hogy legyőzze a bűnözőket. Lady Kényt és kalózbandáját letartóztatják. Annak ellenére, hogy Aranyhaj bizonyította rátermettségét, Frederic még inkább aggódik a biztonsága miatt, és amikor megtudja az igazságot a kiszökéséről, megtiltja neki, hogy a jövőben Corona falain kívülre menjen az engedélye nélkül.
Megsértve apja döntése miatt, Aranyhaj ismét csapdában érzi magát, ám Eugene megérkezik, és megvigasztalja, ezzel visszaadva a lelki erejét. Bocsánatot kér, amiért kínos helyzetbe hozta őt a házassági ajánlattal, Aranyhaj pedig bocsánatot kér a reakciójáért. Eugene megígéri, hogy bár nem teljesen érti Aranyhaj döntését, tiszteletben tartja azt, és türelmesen, lassan szeretné folytatni a kapcsolatukat. Miután Eugene távozik, Aranyhaj előveszi az édesanyjától, Arianna királynőtől kapott naplót, és az abban talált üzenet hatására újra elhatározza, hogy a nehézségek ellenére is teljes életet fog élni.
Nem sokkal később egy titokzatos alak bukkan fel a varázsvirág egykori helyszínén, amelyet mostanra még több szikla borít.

## Szereplők
| Szereplők    | Szereplők                  | Eredeti hang             | Magyar hang          |
| Magyarul     | Angolul                    | Eredeti hang             | Magyar hang          |
| ------------ | -------------------------- | ------------------------ | -------------------- |
| Aranyhaj     | Rapunzel                   | Mandy Moore              | Csifó Dorina         |
| Nyálas Eugén | Flynn Rider                | Zachary Levi             | Tokaji Csaba         |
| Cassandra    | Cassandra                  | Eden Espinosa            | Mezei Kitty          |
| Arianna      | Queen Arianna              | Julie Bowen              | Kisfalvi Krisztina   |
| Frederic     | King Frederick             | Clancy Brown             | Szabó Sipos Barnabás |
| Dudaorr      | Big Nose Thug              | Jeffrey Tambor           | Hegedüs Miklós       |
| Pete         | Pete the Guard             | Sean Hayes               | Oroszi Tamás         |
| Tömpe törpe  | Short Thug                 | Paul F. Tompkins         | Várday Zoltán        |
| Stan         | Stan the Guard             | Diedrich Bader           | Péter Richárd        |
| Kapitány     | Captain of the Guard       | M.C. Gainey              | Dézsy Szabó Gábor    |
| Attila       | Pub Thug Attila Buckethead | Steven Blum              | Fehér Péter          |
| Lady Kény    | Lady Kaine                 | Laura Benanti            | Sági Tímea           |
| Zsebkosz     | Pocket                     | Jess Harnell             | Fekete Zoltán        |
| Vidra        | Otter                      | Kevin Michael Richardson | Petridisz Hrisztosz  |
| Bíboros      | The Vicar                  | Alan Dale                | Pálfai Péter         |

### Magyar változat
- Bemondó: Endrédi Máté
- Magyar szöveg: Zalatnay Márta
- Dalszöveg: Szente Vajk
- Zenei rendező: Posta Victor
- Szinkronrendező: Dobay Brigitta

A szinkront az SDI Media Hungary készítte.

## A film készítése
2015. június 3-án a Disney Channel bejelentette, hogy egy Aranyhaj és a nagy gubanc televíziós sorozat fejlesztésébe kezdett. A Csere premierje során egy előzetest is levetítettek, amelyből kiderült, hogy a sorozat cselekménye az Aranyhaj és az Aranyhaj – Örökkön örökké eseménye között játszódik. A sorozatot megelőzi majd egy televíziós film, az Aranyhaj: Az örökkön örökké, amely egyben a sorozat próbaepizódja is lesz. A sorozat kezdetben Aranyhaj: A sorozat címen futott, majd később Aranyhaj gubancos kalandja néven vált ismertté. Az előzetesben látható volt, amint Aranyhaj titokzatos módon visszanyeri korábbi, 21 méteres haját, valamint bemutatkozott egy új szereplő is, Cassandra.